# Jan Lechoń
Jan Lechoń, tên thật là Leszek Józef Serafinowicz, là một nhà thơ của Ba Lan. Ông sinh ngày 13 tháng 3 năm 1899 tại Warsaw, mất ngày 8 tháng 6 năm 1956 tại New York. Ngoài ra ông còn được biết đến với vai trò của một nhà báo, nhà phê bình văn học và sân khấu.

## Cuộc đời và sự nghiệp
Ông sinh ra trong Cung điện Tepper tại đường Miodowa trong một gia đình có nguồn gốc Tatar. Ông là con trai của Władysław Serafinowicz và Maria née Niewęgłowski.
Trong những năm 1907-1908, ông bắt đầu học tại trường Staszic với chuyên ngành ngôn ngữ Ba Lan. Vào năm 1911,ông được chuyển sang trường Emilian Konopczyński, nơi đây ông trở nên nổi tiếng và như là một nhà thơ của trường. Tháng 12 năm 1912, ông xuất bản tập thơ đầu tay "Trên cánh đồng vàng". Đến năm 1914, ông tiếp tục xuất bản tập tiếp theo với tên "Trên những con đường khác nhau". Cả hai tập thơ đều được xuất bản dưới bút danh Jan Lechoń.
Năm 1916, Lechoń đậu bằng tốt nghiệp trung học và bắt đầu học ngành ngữ văn Ba Lan tại Khoa Triết học của Đại học Warsaw. Vào thời điểm đó, ông là đồng biên tập của tạp chí "Pro Arte et Studio", ông cũng là người đồng sáng lập quán cà phê nghệ thuật "Pod Pikadorem" và nhóm thơ "Skamander".
Trong chiến tranh Ba Lan-Bolshevik, ông làm việc trong Văn phòng Báo chí của Tổng Tư lệnh Józef Piłsudski. Thời gian này, các tập thơ của ông đã xuất bản trên tạp chí Wiadomości Literackie. Năm 1920, ông ra mắt tập thơ "Bài thơ đỏ thắm", tập thơ đã được đón nhận nồng nhiệt. Trong những năm 1926–1929, ông là biên tập viên của tạp chí châm biếm "Cyrulik Warszawski".
Trong những năm 1930–1939 ông là tùy viên văn hóa của đại sứ quán Ba Lan tại Paris. Ông là người có công lớn để có buổi ra mắt vở ba-le "Harnasie" của Karol Szymanowski tại Nhà hát Opera Paris năm 1935. Đến năm 1939, sau khi ông hoàn thành mọi việc cho buổi công chiếu bộ phim "Mùa hè ở Nohant" của Iwaszkiewicz ở Comédie-Française thì chiến tranh bùng nổ, buộc buổi công chiếu bị hủy bỏ.
Sau thất bại của Pháp, ông đã đến Brazil, và sau đó đến Hoa Kỳ, ông định cư ở New York. Ông đã tham gia tích cực các hoạt động của cộng đồng người Ba Lan tại Hoa Kỳ, nơi đó ông đã gặp gỡ các nghệ sĩ nổi tiếng như Wanda Landowska, họa sĩ Rafał Malczewski, và đặc biệt là nhà thơ Kazimierz Wierzyński. Thời gian ở đây, ông cũng giữ liên lạc thường xuyên với những người bạn trước đó như nhà thơ Ewa Curie (gặp nhau ở thời Paris) và Mieczysław Grydzewski - người định cư ở London và biên tập viên ở đó, tuần báo văn hóa xã hội Wiadomości, sau đó Lechoń đã xuất bản những bài thơ mới. Lechoń là người đồng sáng lập Viện Khoa học và Nghệ thuật Ba Lan tại Hoa Kỳ.
Mặc dù có những thành công nhất định, tuy nhiên trạng thái tinh thần của Lechoń không được tốt, ông luôn trong tình trạng cô đơn và dày vò bởi ông là một người đồng tính luyến ái. Ông đã bị trầm cảm cũng như mất tự tin và dẫn đến thái độ căm ghét cộng đồng. Ngày 8 tháng 6 năm 1956 ông đã tự kết liễu đời mình khi nhảy từ tầng 12 của khách sạn Hudson.
Trong sự nghiệp của mình, ông đã để lại một tài sản đồ sộ các tác phẩm nổi tiếng từ thơ, đến văn xuôi.